# Jan-Luca Posch
Jan-Luca Posch (* 7. ledna 1998 Imst) je rakouský reprezentant ve sportovním lezení, juniorský vicemistr světa v lezení na obtížnost, juniorský mistr Evropy a vítěz Evropského poháru juniorů v boulderingu.
Medaile z mistrovství světa juniorů a později z Rock Masteru získala také jeho starší sestra Katharina Posch (* 1994) a stříbro z mistrovství Evropy juniorů mladší bratr Mathias Posch (* 1999).

## Výkony a ocenění
- 2016: za vítězství na MSJ se nominoval na Světové hry 2017 v polské Vratislavi v lezení na obtížnost, ale těch se neúčastnil

### Závodní výsledky
| Mistrovství světa | Mistrovství světa |
| Rok               | 2016              |
| ----------------- | ----------------- |
| Bouldering        | 80                |

| Světový pohár | Světový pohár | Světový pohár              | Světový pohár              |
| Rok           | 2015          | 2016                       | 2017                       |
| ------------- | ------------- | -------------------------- | -------------------------- |
| Obtížnost     | 0             | —                          |                            |
| jednotlivě*   | ,51,38,       | —                          |                            |
|               |               |                            |                            |
| Bouldering    | 0             | 50-52                      | 64-69                      |
| jednotlivě*   | ,65,          | 21-22,-,44-46, -,-,-,57-61 | 85-86,27-28,-, -,-,-,73-74 |

* poznámka: nalevo jsou poslední závody v roce, body do celkového umístění jsou jen z první třicítky v závodu
| Mistrovství Evropy | Mistrovství Evropy |
| Rok                | 2017               |
| ------------------ | ------------------ |
| Bouldering         | 57-58              |

| Mistrovství světa juniorů | Mistrovství světa juniorů | Mistrovství světa juniorů | Mistrovství světa juniorů | Mistrovství světa juniorů | Mistrovství světa juniorů |
| Rok                       | 2013 kat. B               | 2014 kat. A               | 2015 kat. A               | 2016 junioři              | 2017 junioři              |
| ------------------------- | ------------------------- | ------------------------- | ------------------------- | ------------------------- | ------------------------- |
| Obtížnost                 | 5                         | 2                         | 21                        | —                         | 28                        |
| Rychlost                  | —                         | —                         | —                         | —                         | 33                        |
| Bouldering                | —                         | —                         | 26                        | 10                        | 3                         |

| Mistrovství Evropy juniorů | Mistrovství Evropy juniorů | Mistrovství Evropy juniorů | Mistrovství Evropy juniorů | Mistrovství Evropy juniorů | Mistrovství Evropy juniorů |
| Rok                        | 2013 kat. B                | 2014 kat. A                | 2015 kat. A                | 2016 junioři               | 2017 junioři               |
| -------------------------- | -------------------------- | -------------------------- | -------------------------- | -------------------------- | -------------------------- |
| Obtížnost                  | 6                          | 8-9                        | 5                          | 6                          |                            |
| Rychlost                   | —                          | —                          | —                          | 19                         |                            |
| Bouldering                 | 7                          | 7-8                        | 9                          | 3                          | 1                          |

| Evropský pohár juniorů | Evropský pohár juniorů | Evropský pohár juniorů | Evropský pohár juniorů | Evropský pohár juniorů | Evropský pohár juniorů | Evropský pohár juniorů |
| Rok                    | 2012 kat. B            | 2013 kat. B            | 2014 kat. A            | 2015 kat. A            | 2016 junioři           | 2017 junioři           |
| ---------------------- | ---------------------- | ---------------------- | ---------------------- | ---------------------- | ---------------------- | ---------------------- |
| Obtížnost              | x                      | x                      | x                      | —                      | —                      |                        |
| jednotlivě*            | ,23-24,                | ,10,                   | ,7,                    | —                      | —                      |                        |
|                        |                        |                        |                        |                        |                        |                        |
| Rychlost               | —                      | —                      | —                      | —                      | x                      |                        |
| jednotlivě*            | —                      | —                      | —                      | —                      | ,19,                   |                        |
|                        |                        |                        |                        |                        |                        |                        |
| Bouldering             | —                      | x                      | x                      | 2                      | 1                      | 3                      |
| jednotlivě*            | —                      | ,4,                    | ,5,34,                 | ,                      | ,                      | ,9,17,4,4,             |

* poznámka: nalevo jsou poslední závody v roce